# الحملة العثمانية على امريكا
```
          الحملة العثمانية على امريكا الشمالية 1660-1681
```

```
                 تحركات الحملة 
```

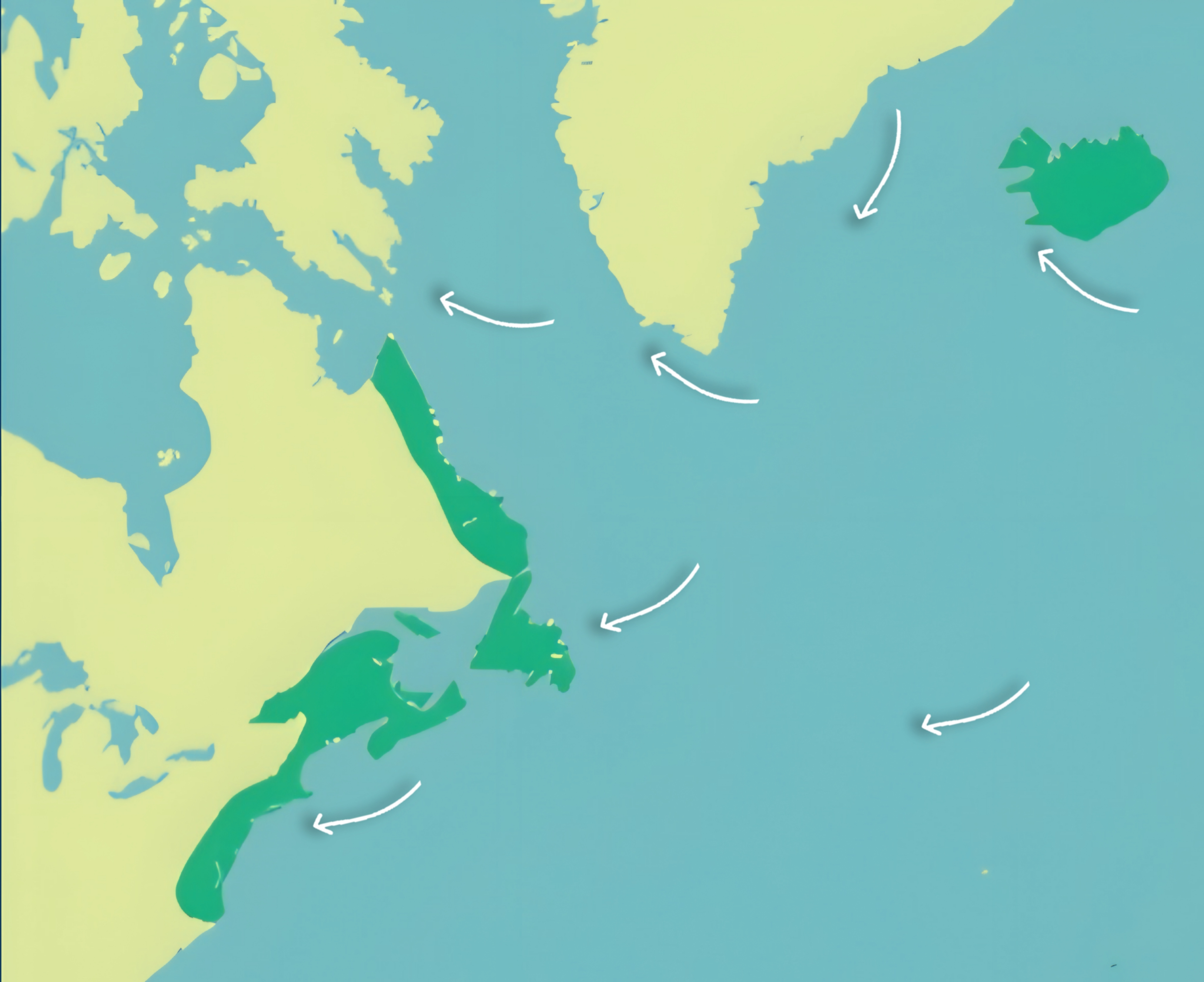
الحملة

وغزا الأسطول العثماني في 1660 ، جزيرة نيوفوندلاند . ثم تتبع السواحل الأمريكية
من ساحل كندا إلى فرجينيا . أرسلت بنت فرجينية جميلة جدا ، هدية إلى
محمد الرابع . وفي 1681 ، غزا أسطول عثماني ، فوندلاند أيضا ، سواحل كندا وسواحل
نیوانكلاند العائدة للولايات الأمريكية . الأسطول الذي قام هذه الحملة ، ضرب أيرلنده
أولاً، ثم تحرك منها ( Godfrey Fisher 4 178, Salvatore Bono ,323 تاريخ الدولة العثمانية يلماز اوزتونا ص448 )

وقبلها في عام 1627 قاد مراد رايس الاصغر احد
بحارة العثمانيين بقيادة الاسطول الجزائري و
غزو ايسلندا بعد أن هرب زعمائها وحكامها
لمدة شهر و خرج محمل بالغنائم و الأسرى.
المصدر:
كتاب تاريخ الجزائر ( داراندا إيمانويل، 1666) . ص 100